# عمارت بنه باشت
عمارت بنه باشت مربوط به دوره قاجار است و در شهرستان بهبهان، بخش مرکزی، دهستان منصوریه، ۶ کیلومتری جنوب غرب روستای گرمز سفلی واقع شده و این اثر در تاریخ ۲۲ آبان ۱۳۸۶ با شمارهٔ ثبت ۲۰۱۴۱ به‌عنوان یکی از آثار ملی ایران به ثبت رسیده است.